# Гутисько-Ненадовске
Гутисько-Ненадовське (пол. Hucisko Nienadowskie) — село на Закерзонні в Польщі, у гміні Дубецько Перемишльського повіту Підкарпатського воєводства.
Населення — 486 осіб (2011).

## Розташування
Село розташоване на відстані 8 кілометрів на північний схід від центру гміни села Дубецько, 27 кілометрів на північний захід від центру повіту міста Перемишля і 35 кілометрів на південний схід від центру воєводства — міста Ряшіва.

## Історія
Вперше згадується в 1785 р., було у складі австрійської провінції Галіція імперії Габсбургів. Село знаходиться на заході Надсяння, яке внаслідок примусового закриття церков у 1593 р. зазнало латинізації та полонізації.
У 1831 р. в селах Ненадова і Гутисько-Ненадовське було 10 греко-католиків, які належали до парафії Дубецько Бірчанського деканату Перемишльської єпархії.
Відповідно до «Географічного словника Королівства Польського» в 1869 р. Гутисько-Ненадовське знаходилось у Перемишльському повіті Королівства Галичини та Володимирії Австро-Угорщини, були 95 будинків і 545 мешканців (зокрема 1 будинок і 12 мешканців на землях фільварку).. За шематизмом того року в селі був 4 греко-католики, які належали до парафії Дубецько Бірчанського деканату Перемишльської єпархії. На той час унаслідок півтисячоліття національної дискримінації українці західного Надсяння опинилися в меншості.
У міжвоєнний період село входило до ґміни Дубецько Перемишльського повіту Львівського воєводства.

## Демографія
Демографічна структура станом на 31 березня 2011 року:
|          | Загалом | Допрацездатний вік | Працездатний вік | Постпрацездатний вік |
| -------- | ------- | ------------------ | ---------------- | -------------------- |
| Чоловіки | 262     | 60                 | 171              | 31                   |
| Жінки    | 224     | 44                 | 110              | 70                   |
| Разом    | 486     | 104                | 281              | 101                  |